# 건설로봇
건설로봇(영어: SCV)은 스타크래프트 종족인 테란의 일꾼 유닛이다. 사령부에서 생산이 가능하다.

## 특징
건설로봇은 스타크래프트와 스타크래프트 리마스터에선 SCV란 영단어를 그대로 부르며 스타크래프트 2에선 한국어로 번역된 건설로봇이란 이름으로 불린다. 테란의 일꾼인 유닛으로 미네랄과 가스를 채취하는 역할을 수행한다. 기계 유닛이라 불리는 아군 테란 메카닉 유닛이나 테란 건물들을 수리할 수 있는 (수리)리페어의 기능을 가지고 있으며 테란의 기본 건물 건설과 고급 건물 건설 기능을 가지고 있다. 리페어를 할 땐 그 테란 유닛이나 테란 건물이 처음부터 미네랄만 소진하여 생산되거나 건설되는 경우면 1의 미네랄만 소진해서 수리하며 가스까지 들어가는 경우엔 가스도 1씩 소진한다. 건설로봇은 기본 체력 60, 지대지 공격력 5, 기본 방어력이 0으로 없는데 이것은 타 종족인 프로토스와 저그의 일꾼이 되는 프로브나 드론보다 높은 체력을 가지고 있다. 이런 이유는 건설로봇이 프로브와 드론과 달리 건물을 한번 지으면 그자리에 계속 무방비 상태로 있어야하는 단점 때문이다. 반대로 테란 플레이어들은 이렇게 건설로봇의 높은 체력을 이용해 초반에 마린의 지원 사격 유닛으로 사용하기도 하며 벙커링 등 각종 전략들을 사용하기도 한다. 또한 건설로봇은 매우 특이한 유닛 속성을 가지고 있는데 기계 속성인 메카닉 속성과 생체 속성인 바이오닉의 속성을 모두 가지고 있는 유닛이다. 이로 인하여 사이언스 베슬의 이레디에이트에 죽으며 고스트의 락다운, 다크 아콘의 마엘스트롬 등의 방해 마법에 모두 걸린다. 또한 건설로봇 자신끼리도 수리가 가능하며 메딕의 힐로 치료받을 수 있다. 생산하는데 필요한 건물은 커맨드 센터이며 커맨드 센터만 지으면 미네랄 50으로 생산 가능하다. 건설로봇은 가스를 채취하는 건물인 리파이너리를 짓기만 하면 바로 가스를 채취하는데 이는 테란에 있어 좋은 장점으로 작용한다. 스타크래프트 2에서는 건설 로봇에 기존 능력에서 스프레이의 능력이 추가되었고 전작에선 아군 기계 유닛이나 건물수리는 같은 테란 기계 유닛들과 테란 건물들만 수리가 가능했지만 스타크래프트 2에서는 아군 프로토스 기계 유닛과 프로토스의 건물도 수리하는 것이 가능해졌다.

## 같이 보기
- 스타크래프트
- 테란